# Pliocyon
Pliocyon es un género extinto de mamíferos carnívoros de la familia Amphicyonidae que vivió en Norteamérica durante el Mioceno (20.6—13.6 Ma), existiendo durante unos 7 millones de años.

## Morfología
Un único ejemplar fue medido por Legendre y Roth en 1988 y se le estimó un peso de 101.2kg

## Especies
P. medius, P. ossifragus, P. robustus

## Géneros emparentados
Amphicyon, Cynelos (syn. Absonodaphoenus, Hecubides), Ischyrocyon (syn. Hadrocyon), Pseudocyon (syn. Amphicyonopsis), Ysengrinia

## Distribución de fósiles
Se han descubierto restos de Pliocyon en el sur de Florida, Skull Spring, Oregon y el oeste de Nebraska.